# 128895 Bright Spring
128895 Bright Spring è un asteroide della fascia principale. Scoperto nel 2004, presenta un'orbita caratterizzata da un semiasse maggiore pari a 2,3314512 UA e da un'eccentricità di 0,1652494, inclinata di 2,45305° rispetto all'eclittica.